# Paul Popowich
Paul Popowich (Stoney Creek, 2 marzo 1973) è un attore canadese.

## Biografia
Studia arte drammatica e pianoforte alle scuole superiori. Debutta nel cinema all'età di 15 anni nel film Tommy Tricker e il francobollo magico del 1988.
Nel corso della sua carriera prende parte a numerosi film e serie televisive, tra cui alcuni episodi dell'ottava stagione della serie televisiva Beverly Hills 90210 e un episodio della sesta stagione di Star Trek: Deep Space 9.

## Filmografia parziale

### Cinema
- Tommy Tricker e il francobollo magico (Tommy Tricker and the Stamp Traveller), regia di Michael Rubbo (1988)
- The Club - Rito di sangue (1994)
- Silver Man (2000)
- Vlad, regia di Michael D. Sellers (2003)
- Vampires Anonymous (2003)
- Phil the Alien, regia di Rob Stefaniuk (2004)
- Rupture, regia di Steven Shainberg (2016)

### Televisione
- The Hidden Room - serie TV, un episodio (1991)
- Catwalk - serie TV, 48 episodi (1992-1995)
- Kung Fu: la leggenda continua (Kung Fu: The Legend Continues) - serie TV, episodio 3x03 (1995)
- The Hardy Boys - serie TV, 13 episodi (1995)
- Siete pronti? (Ready or Not) - serie TV, un episodio (1995)
- Tucker e Becca, nemici per la pelle (Flash Forward) - serie TV, episodio 1x06 (1996)
- Any Mother's Son, regia di David Burton Morri (1997)
- F/X (F/X: The Series) - serie TV, un episodio (1997)
- Beverly Hills 90210 - serie TV, 6 episodi (1998)
- Star Trek: Deep Space 9 - serie TV, episodio 6x22 (1998)
- E vissero infelici per sempre (Unhappily Ever After) - serie TV, episodio 5x04 (1998)
- Nash Bridges - serie TV, episodio 4x07 (1998)
- I pirati di Silicon Valley (Pirates of Silicon Valley), regia di Martyn Burke (1999)
- Children of the Corn 666: Il ritorno di Isaac (Children of the Corn 666: Isaac's Return), regia di Kari Skogland - film TV (1999)
- Terra promessa (Promised Land) - serie TV, 3 episodi (1999)
- Dark Angel - serie TV, episodio 1x01 (2000)
- Twice in a Lifetime - serie TV, 22 episodi (2000-2001)
- Oltre i limiti (The Outer Limits) - serie TV, episodio 7x15 (2001)
- Mutant X - serie TV, episodio 1x17 (2002)
- Beautiful People - serie TV, 3 episodi (2005)
- Alla corte di Alice (This Is Wonderland) - serie TV, un episodio (2005)
- The L Word - serie TV, episodi 3x05 e 3x07 (2006)
- Nella mente di Kate (Fatal Trust), regia di Philippe Gagnon – film TV (2006)
- Angela's Eyes - serie TV, 7 episodi (2006)
- The Roommate – film TV (2007)
- Un matrimonio molto particolare (I Me Wed), regia di Craig Pryce – film TV (2007)
- The Best Years - serie TV, un episodio (2007)
- Long Island Confidential – film TV (2008)
- When Love Is Not Enough: The Lois Wilson Story, regia di John Kent Harrison (2010)
- The Bridge - serie TV, 12 episodi (2010)
- The Good Witch's Wonder - Un'amica per Cassie (The Good Witch's Wonder), regia di Craig Price (2011)
- Degrassi: The Next Generation - serie TV, 6 episodi (2012)
- Flashpoint - serie TV, 2 episodi (2012)
- Cracked - serie TV, 8 episodi (2013)
- Hemlock Grove - serie TV, 4 episodi (2014)
- Haven - serie TV, 2 episodi (2015)
- The Expanse - serie TV, episodi 1x09 (2016)
- Rogue - serie TV, 2 episodi (2016)
- Private Eyes - serie TV, episodio 1x06 (2016)
- Segreti in famiglia (Mommy's Little Boy), regia di Curtis Crawford – film TV (2017)
- Saving Hope - serie TV, episodio 5x18 (2017)
- Acceptable Risk - serie TV, 6 episodi (2017)
- The Detectives - serie TV, un episodio (2018)
- Terrified at 17 - film TV (2019)
- Mayor of Kingstown - serie TV, 2 episodi (2021)

## Doppiatori italiani
Nelle versioni in italiano delle opere in cui ha recitato, Paul Popowich è stato doppiato da:
- Massimiliano Manfredi in Catwalk
- Nanni Baldini in Star Trek: Deep Space Nine
- Fabrizio Vidale in The Bridge
- Gabriele Sabatini in Cracked
- Fabrizio Dolce in Segreti in famiglia
- Francesco Fabbri in Mayor of Kingstown
- Andrea Lavagnino in Motorheads